# تحلیل رمز
تحلیل رمز مطالعه تجزیه و تحلیل سیستم‌های اطلاعاتی به منظور مطالعه جنبه‌های پنهان سیستم‌ها است، تحلیل رمز برای نقض سیستم‌های امنیتی رمزنگاری و دستیابی به محتوای پیام‌های رمزگذاری شده استفاده می‌شود، حتی اگر کلید رمزنگاری ناشناخته باشد. علاوه بر تجزیه و تحلیل ریاضی الگوریتم‌های رمزنگاری، تحلیل رمز شامل مطالعه حملات کانال جانبی است که نقاط ضعف در الگوریتم‌های رمزنگاری را هدف نمی‌گیرند، بلکه در عوض از ضعف‌ها در اجرای آنها سوء استفاده می‌کنند. اگرچه هدف یکسان بوده‌است، روش‌ها و تکنیک‌های تحلیل رمز در طول تاریخ رمزنگاری به طرز چشمگیری تغییر کرده‌است، سازگار با افزایش پیچیدگی رمزنگاری، از روش‌های قلم و کاغذ، از طریق ماشین‌هایی مانند بمب‌های انگلیس و رایانه‌های کولئوس در بلوکلی پارک در جنگ جهانی دوم، به طرح‌های رایانه ای پیشرفته رایانه ای حاضر. روشهای شکستن رمزنگاری‌های مدرن اغلب شامل حل مسائل با دقت ساخته شده در ریاضیات خالص است که شناخته شده‌ترین عامل عدد صحیح است.

## مرور کلی
هدف از تحلیل رمز این است که با توجه به برخی از متون رمزنگاری شده، تا حد امکان اطلاعات اصلی را در مورد داده‌های رمزگذاری نشده (متن آشکار) کسب کند.

### مقدار اطلاعات در دسترس مهاجم
حملات را می‌توان براساس نوع اطلاعاتی که مهاجم در اختیار دارد طبقه‌بندی کرد. به عنوان یک نقطه شروع اصلی، معمولاً فرض بر این است که، برای اهداف تجزیه و تحلیل، الگوریتم کلی شناخته شده‌است، که نامش Maxim s'Shannon است (دشمن سیستم را می‌شناسد) به نوبه خود، معادل اصل Kerckhoffs. این یک فرض معقول در عمل است. در طول تاریخ، نمونه‌های بی شماری از الگوریتم‌های مخفی وجود دارد که در معرض دانش گسترده‌تری قرار می‌گیرند، از جمله با جاسوسی، خیانت و مهندسی معکوس (و بسته به موقعیت، رمزنگاری‌ها از طریق کسر خالص شکسته شده‌اند؛ برای مثال رمزهای آلمانی لورنز و کد ژاپنی Purple و انواع طرح‌های کلاسیک)
- حمله متن اصلی: تحلیل کننده رمز فقط به مجموعه‌ای از متن رمزنگاری‌ها یا کد رمزنگاری‌ها دسترسی دارد.
- حمله متن آشکار: مهاجم مجموعه ای از متن رمزگذاری شده را دارد که از متن ساده متناسب با آن خبر دارد.
- حمله با متن اصلی منتخب (حمله با متن رمز منتخب): مهاجم می‌تواند متن رمز شده (متن ساده) متناسب با مجموعه دلخواه متن ساده (متن رمز شده) مورد نظر خود را بدست آورد.
- حمله با متن اصلی منتخب قابل تطبیق (حمله با متن رمز منتخب قابل تطبیق): مانند یک حمله متن-انتخابی، با این تفاوت که مهاجم می‌تواند متن‌های بعدی را براساس اطلاعات آموخته شده از رمزگذاری‌های قبلی انتخاب کند.
- حمله کلید مرتبط: مانند یک حمله متن ساده، با این تفاوت که مهاجم می‌تواند متن‌های رمزگذاری شده را در زیر دو کلید مختلف بدست آورد. کلیدها ناشناخته هستند، اما رابطه بین آنها مشخص است؛ به عنوان مثال، دو کلید که در یک بیت متفاوت هستند.